# 通化师范学院
通化师范学院，简称通化师院，是中华人民共和国的一所全日制本科公办省属师范类普通高等学校，位于吉林省通化市。

## 校史沿革
通化师范学院肇始于1929年成立的辽东省立第六师范学校；1958年，中共中央及国务院发出《关于教育工作的指示》，提出要多快好省地发展教育事业，吉林省也出现大办教育热潮，通化师范专科学校也在此背景下成立。但进入1960年代后，受到国家教育部《教育部直属高等学校暂行工作条例》的影响，学校也于1962年并入四平师范专科学校。1970年，通化师范专科学校重建。1978年12月28日，学校升格为本科层次的通化师范学院，成为文、理科和外语科兼备的高等院校，建制延续至今。2000年，经吉林省人民政府批准，通化教育学院、通化艺术幼儿师范学校、海龙师范学校三校合并，组建通化师范学院分院。